# Manoir de Kerviziou
Le manoir de Kerviziou est situé à Plestin-les-Grèves, en France.

## Localisation
Le manoir est situé sur le territoire de la commune de Plestin-les-Grèves au lieu-dit de Kerviziou dans le département des Côtes-d'Armor, dans la région Bretagne.

## Description
Le manoir de Kerviziou est un manoir à cour fermée construit en schiste et en granite. L'entrée de la cour est matérialisée par un portail en granite percé d'une porte piétonnière et d'une porte cochère à arc en plein-cintre surmonté d'une archivolte en accolade à crochets et fleurons retombant sur des chapiteaux couronnés de pinacles armoriés. Une tour défensive de section circulaire percée de bouches à feu commande l'entrée du manoir. Le corps de logis, dont la structure d'origine a été fortement altérée par les remaniements du XIXe siècle, est un bâtiment de plan rectangulaire simple en profondeur, ajouré de trois travées régulières à l'avant. La façade postérieure présente, quant à elle, une baie étroite à traverse donnant jour à un coussiège.

## Historique
Le manoir comprend un corps de logis datant de la fin du XVe siècle ou du début du XVIe siècle, fortement remanié au XIXe siècle et restauré à la fin du XXe siècle. Le portail d'entrée date de la même campagne de construction. Les dépendances agricoles datent probablement du XVIIe siècle.
Il est inscrit partiellement au titre des monuments historiques par arrêté du 5 février 1927.